# Tinko Banabakov
Tinko Banabakov –en búlgaro, Тинко Банабаков– (22 de abril de 1994) es un deportista búlgaro que compite en boxeo. Ganó una medalla de bronce en el Campeonato Europeo de Boxeo Aficionado de 2015, en el peso minimosca.

## Palmarés internacional
| Campeonato Europeo | Campeonato Europeo | Campeonato Europeo | Campeonato Europeo |
| Año                | Lugar              | Medalla            | Categoría          |
| ------------------ | ------------------ | ------------------ | ------------------ |
| 2015               | Samokov (Bulgaria) | Medalla de bronce  | 49 kg              |